# Lista de membros do gabinete de Itamar Franco
Esta é uma lista do gabinete presidencial de Itamar Franco, relativo ao seu mandato presidencial, de 1992 até 1994.

## Lista de ministros
| Gabinete Presidencial de Itamar Franco (1992-1994)                    | Gabinete Presidencial de Itamar Franco (1992-1994) | Gabinete Presidencial de Itamar Franco (1992-1994) | Gabinete Presidencial de Itamar Franco (1992-1994) | Gabinete Presidencial de Itamar Franco (1992-1994) | Gabinete Presidencial de Itamar Franco (1992-1994) | Gabinete Presidencial de Itamar Franco (1992-1994) |
| Ministério                                                            | Incumbente                                         | Incumbente                                         | Partido                                            | Posse no dia                                       | Saída no dia                                       | Ref.                                               |
| --------------------------------------------------------------------- | -------------------------------------------------- | -------------------------------------------------- | -------------------------------------------------- | -------------------------------------------------- | -------------------------------------------------- | -------------------------------------------------- |
| Ministério Extraordinário para Articulação de Ações na Amazônia Legal |                                                    | Rubens Ricupero                                    | Sem partido/SP                                     | 14 de setembro de 1993                             | 16 de setembro de 1994                             | [ 1 ]                                              |
| Ministério da Aeronáutica                                             |                                                    | Lélio Viana Lobo                                   | Sem partido/GO                                     | 8 de outubro de 1992                               | 31 de dezembro de 1994                             | [ 1 ]                                              |
| Ministério da Agricultura, do Abastecimento e da Reforma Agrária      |                                                    | Lázaro Barbosa                                     | PMDB/GO                                            | 14 de outubro de 1992                              | 25 de maio de 1993                                 | [ 1 ]                                              |
| Ministério da Agricultura, do Abastecimento e da Reforma Agrária      |                                                    | Wilson Romão (interinamente)                       | Sem partido/MG                                     | 25 de maio de 1993                                 | 5 de junho de 1993                                 | [ 1 ]                                              |
| Ministério da Agricultura, do Abastecimento e da Reforma Agrária      |                                                    | Nuri Andraus Gassani                               | Sem partido/MG                                     | 5 de junho de 1993                                 | 16 de junho de 1993                                | [ 1 ]                                              |
| Ministério da Agricultura, do Abastecimento e da Reforma Agrária      |                                                    | Wilson Romão (interinamente)                       | Sem partido/MG                                     | 16 de junho de 1993                                | 17 de junho de 1993                                | [ 1 ]                                              |
| Ministério da Agricultura, do Abastecimento e da Reforma Agrária      |                                                    | Barros Munhoz                                      | PMDB/SP                                            | 17 de junho de 1993                                | 1.º de setembro de 1993                            | [ 1 ]                                              |
| Ministério da Agricultura, do Abastecimento e da Reforma Agrária      |                                                    | José Eduardo de Andrade Vieira (interinamente)     | PTB/PR                                             | 1.º de setembro de 1993                            | 13 de outubro de 1993                              | [ 1 ]                                              |
| Ministério da Agricultura, do Abastecimento e da Reforma Agrária      |                                                    | Dejandir Dalpasquale                               | PMDB/SC                                            | 13 de outubro de 1993                              | 21 de dezembro de 1993                             | [ 1 ]                                              |
| Ministério da Agricultura, do Abastecimento e da Reforma Agrária      |                                                    | Alberto Duque Portugal (interinamente)             | Sem partido/MG                                     | 21 de dezembro de 1993                             | 25 de janeiro de 1994                              | [ 1 ]                                              |
| Ministério da Agricultura, do Abastecimento e da Reforma Agrária      |                                                    | Sinval Guazzelli                                   | PMDB/RS                                            | 25 de janeiro de 1994                              | 31 de dezembro de 1994                             | [ 1 ]                                              |
| Ministério do Bem-Estar Social                                        |                                                    | Jutahy Magalhães Júnior                            | PSDB/BA                                            | 5 de outubro de 1992                               | 28 de dezembro de 1993                             | [ 1 ]                                              |
| Ministério do Bem-Estar Social                                        |                                                    | Leonor Barreto Franco                              | Sem partido/SE                                     | 28 de dezembro de 1993                             | 31 de dezembro de 1994                             | [ 1 ]                                              |
| Ministério da Ciência e Tecnologia                                    |                                                    | José Israel Vargas                                 | Sem partido/MG                                     | 27 de outubro de 1992                              | 31 de dezembro de 1994                             | [ 1 ]                                              |
| Ministério das Comunicações                                           |                                                    | Hugo Napoleão do Rego Neto                         | PFL/PI                                             | 19 de outubro de 1992                              | 23 de dezembro de 1993                             | [ 1 ]                                              |
| Ministério das Comunicações                                           |                                                    | Djalma Bastos de Morais                            | Sem partido/AL                                     | 23 de dezembro de 1993                             | 31 de dezembro de 1994                             | [ 1 ]                                              |
| Ministério da Cultura                                                 |                                                    | Antônio Houaiss                                    | PSB/RJ                                             | 19 de outubro de 1992                              | 2 de setembro de 1993                              | [ 1 ]                                              |
| Ministério da Cultura                                                 |                                                    | Jerônimo Moscardo                                  | Sem partido/CE                                     | 2 de setembro de 1993                              | 9 de dezembro de 1993                              | [ 1 ]                                              |
| Ministério da Cultura                                                 |                                                    | Asdrúbal Pinto de Ulysséa (interinamente)          | Sem partido/PB                                     | 9 de dezembro de 1993                              | 15 de dezembro de 1993                             | [ 1 ]                                              |
| Ministério da Cultura                                                 |                                                    | Luiz Roberto Nascimento Silva                      | Sem partido/RJ                                     | 15 de dezembro de 1993                             | 31 de dezembro de 1994                             | [ 1 ]                                              |
| Ministério da Educação e do Desporto                                  |                                                    | Murílio de Avellar Hingel                          | Sem partido/RJ                                     | 5 de outubro de 1992                               | 31 de dezembro de 1994                             | [ 1 ]                                              |
| Ministério do Exército                                                |                                                    | Zenildo de Lucena                                  | Sem partido/PE                                     | 8 de outubro de 1992                               | 31 de dezembro de 1994                             | [ 1 ]                                              |
| Ministério da Fazenda                                                 |                                                    | Gustavo Krause                                     | PFL/PE                                             | 5 de outubro de 1992                               | 19 de janeiro de 1993                              | [ 1 ]                                              |
| Ministério da Fazenda                                                 |                                                    | Paulo Roberto Haddad                               | Sem partido/MG                                     | 19 de janeiro de 1993                              | 1.º de março de 1993                               | [ 1 ]                                              |
| Ministério da Fazenda                                                 |                                                    | Eliseu Resende                                     | PFL/MG                                             | 1.º de março de 1993                               | 21 de maio de 1993                                 | [ 1 ]                                              |
| Ministério da Fazenda                                                 |                                                    | Fernando Henrique Cardoso                          | PSDB/SP                                            | 21 de maio de 1993                                 | 5 de abril de 1994                                 | [ 2 ] [ 1 ]                                        |
| Ministério da Fazenda                                                 |                                                    | Rubens Ricupero                                    | Sem partido/SP                                     | 5 de abril de 1994                                 | 7 de setembro de 1994                              | [ 1 ]                                              |
| Ministério da Fazenda                                                 |                                                    | Ciro Gomes                                         | PSDB/CE                                            | 7 de setembro de 1994                              | 31 de dezembro de 1994                             | [ 1 ]                                              |
| Ministério da Integração Regional                                     |                                                    | Alexandre Alves Costa                              | PFL/MA                                             | 8 de outubro de 1992                               | 23 de dezembro de 1993                             | [ 1 ]                                              |
| Ministério da Integração Regional                                     |                                                    | Romildo Canhim (interinamente)                     | Sem partido/ES                                     | 23 de dezembro de 1993                             | 8 de março de 1994                                 | [ 1 ]                                              |
| Ministério da Integração Regional                                     |                                                    | Aluízio Alves                                      | PMDB/RN                                            | 8 de março de 1994                                 | 31 de dezembro de 1994                             | [ 1 ]                                              |
| Ministério da Justiça                                                 |                                                    | Maurício Corrêa                                    | PSDB/MG                                            | 3 de outubro de 1992                               | 5 de abril de 1994                                 | [ 1 ]                                              |
| Ministério da Justiça                                                 |                                                    | Alexandre Dupeyrat                                 | Sem partido/RJ                                     | 5 de abril de 1994                                 | 31 de dezembro de 1994                             | [ 1 ]                                              |
| Ministério da Marinha                                                 |                                                    | Ivan da Silveira Serpa                             | Sem partido/RJ                                     | 8 de outubro de 1992                               | 31 de dezembro de 1994                             | [ 1 ]                                              |
| Ministério do Meio Ambiente                                           |                                                    | Fernando Coutinho Jorge                            | Sem partido/PA                                     | 19 de outubro de 1992                              | 16 de setembro de 1993                             | [ 1 ]                                              |
| Ministério do Meio Ambiente e da Amazônia Legal                       |                                                    | Rubens Ricupero                                    | Sem partido/SP                                     | 16 de setembro de 1993                             | 5 de abril de 1994                                 | [ 1 ]                                              |
| Ministério do Meio Ambiente e da Amazônia Legal                       |                                                    | Henrique Brandão Cavalcanti                        | Sem partido/RJ                                     | 5 de abril de 1994                                 | 31 de dezembro de 1994                             | [ 1 ]                                              |
| Ministério da Previdência Social                                      |                                                    | Antônio Britto                                     | PMDB/RS                                            | 14 de outubro de 1992                              | 14 de dezembro de 1993                             | [ 1 ]                                              |
| Ministério da Previdência Social                                      |                                                    | Sérgio Cutolo dos Santos                           | Sem partido/SP                                     | 14 de dezembro de 1993                             | 31 de dezembro de 1994                             | [ 1 ]                                              |
| Ministério da Saúde                                                   |                                                    | Jamil Haddad                                       | PSB/RJ                                             | 8 de outubro de 1992                               | 19 de agosto de 1993                               | [ 1 ]                                              |
| Ministério da Saúde                                                   |                                                    | Saulo Moreira (interinamente)                      | Sem partido/MG                                     | 19 de agosto de 1993                               | 30 de agosto de 1993                               | [ 1 ]                                              |
| Ministério da Saúde                                                   |                                                    | Henrique Santillo                                  | PP/GO                                              | 30 de agosto de 1993                               | 31 de dezembro de 1994                             | [ 1 ]                                              |
| Ministério das Relações Exteriores                                    |                                                    | Fernando Henrique Cardoso                          | PSDB/SP                                            | 5 de outubro de 1992                               | 20 de maio de 1993                                 | [ 1 ]                                              |
| Ministério das Relações Exteriores                                    |                                                    | Luiz Felipe Lampreia (interinamente)               | Sem partido/RJ                                     | 20 de maio de 1993                                 | 20 de julho de 1993                                | [ 1 ]                                              |
| Ministério das Relações Exteriores                                    |                                                    | Celso Amorim                                       | PMDB/SP                                            | 20 de julho de 1993                                | 31 de dezembro de 1994                             | [ 1 ]                                              |
| Ministério de Minas e Energia                                         |                                                    | Paulino Cícero de Vasconcelos                      | PSDB/MG                                            | 8 de outubro de 1992                               | 28 de dezembro de 1993                             | [ 1 ]                                              |
| Ministério de Minas e Energia                                         |                                                    | José Israel Vargas (interinamente)                 | Sem partido/MG                                     | 28 de dezembro de 1993                             | 8 de março de 1994                                 | [ 1 ]                                              |
| Ministério de Minas e Energia                                         |                                                    | Alexis Stepanenko                                  | Sem partido/SP                                     | 8 de março de 1994                                 | 21 de setembro de 1994                             | [ 1 ]                                              |
| Ministério de Minas e Energia                                         |                                                    | Delcídio do Amaral (interinamente)                 | Sem partido/MS                                     | 21 de setembro de 1994                             | 31 de dezembro de 1994                             | [ 1 ]                                              |
| Ministério do Trabalho                                                |                                                    | Walter Barelli                                     | Sem partido/SP                                     | 8 de outubro de 1992                               | 4 de abril de 1994                                 | [ 1 ]                                              |
| Ministério do Trabalho                                                |                                                    | Mozart de Abreu e Lima (interinamente)             | Sem partido/PE                                     | 4 de abril de 1994                                 | 10 de maio de 1994                                 | [ 1 ]                                              |
| Ministério do Trabalho                                                |                                                    | Marcelo Pimentel                                   | Sem partido/ES                                     | 10 de maio de 1994                                 | 31 de dezembro de 1994                             | [ 1 ]                                              |
| Ministério dos Transportes                                            |                                                    | Alberto Goldman                                    | PMDB/SP                                            | 19 de outubro de 1992                              | 21 de dezembro de 1993                             | [ 1 ]                                              |
| Ministério dos Transportes                                            |                                                    | Margarida Coimbra do Nascimento                    | Sem partido                                        | 21 de dezembro de 1993                             | 8 de março de 1994                                 | [ 1 ]                                              |
| Ministério dos Transportes                                            |                                                    | Rubens Bayma Denys                                 | Sem partido/RJ                                     | 8 de março de 1994                                 | 31 de dezembro de 1994                             | [ 1 ]                                              |
| Órgãos com status de ministério                                       |                                                    |                                                    |                                                    |                                                    |                                                    |                                                    |
| Advocacia-Geral da União                                              |                                                    | José de Castro Ferreira                            | Sem partido/MG                                     | 5 de outubro de 1992                               | 3 de maio de 1993                                  | [ 3 ]                                              |
| Advocacia-Geral da União                                              |                                                    | Alexandre Dupeyrat                                 | Sem partido/RJ                                     | 3 de maio de 1993                                  | 1.º de julho de 1993                               | [ 3 ]                                              |
| Advocacia-Geral da União                                              |                                                    | Tarcísio Carlos de Almeida Cunha (interinamente)   | Sem partido/MG                                     | 1.º de julho de 1993                               | 5 de julho de 1993                                 | [ 3 ]                                              |
| Advocacia-Geral da União                                              |                                                    | Geraldo Quintão                                    | Sem partido/MG                                     | 5 de julho de 1993                                 | 31 de dezembro de 1994                             | [ 3 ]                                              |
| Casa Civil                                                            |                                                    | Henrique Hargreaves                                | Sem partido/MG                                     | 19 de outubro de 1992                              | 1.º de novembro de 1993                            | [ 3 ]                                              |
| Casa Civil                                                            |                                                    | Tarcísio Carlos de Almeida Cunha                   | Sem partido/MG                                     | 1.º de novembro de 1993                            | 8 de fevereiro de 1994                             | [ 3 ]                                              |
| Casa Civil                                                            |                                                    | Henrique Hargreaves                                | Sem partido/MG                                     | 8 de fevereiro de 1994                             | 31 de dezembro de 1994                             | [ 3 ]                                              |
| Casa Militar                                                          |                                                    | Fernando Cardoso                                   | Sem partido/MG                                     | 5 de outubro de 1992                               | 31 de dezembro de 1994                             | [ 3 ]                                              |
| Estado Maior das Forças Armadas                                       |                                                    | Antônio Luiz Rocha Veneu                           | Sem partido/RJ                                     | 13 de outubro de 1992                              | 16 de abril de 1993                                | [ 3 ]                                              |
| Estado Maior das Forças Armadas                                       |                                                    | Arnaldo Leite Pereira                              | Sem partido/RJ                                     | 16 de abril de 1993                                | 31 de dezembro de 1994                             | [ 3 ]                                              |
| Secretarias com status de ministério                                  |                                                    |                                                    |                                                    |                                                    |                                                    |                                                    |
| Secretaria de Assuntos Estratégicos                                   |                                                    | Mário César Flores                                 | Sem partido/SC                                     | 22 de outubro de 1992                              | 31 de dezembro de 1994                             | [ 3 ]                                              |
| Secretaria de Administração Federal                                   |                                                    | Mauro Durante (interinamente)                      | Sem partido/MG                                     | 25 de novembro de 1992                             | 1.º de dezembro de 1992                            | [ 3 ]                                              |
| Secretaria de Administração Federal                                   |                                                    | Osiris de Azevedo Lopes Filho (interinamente)      | Sem partido/ES                                     | 1.º de dezembro de 1992                            | 27 de janeiro de 1993                              | [ 3 ]                                              |
| Secretaria de Administração Federal                                   |                                                    | Luiza Erundina                                     | PT/SP                                              | 27 de janeiro de 1993                              | 20 de maio de 1993                                 | [ 4 ] [ 3 ]                                        |
| Secretaria de Administração Federal                                   |                                                    | Romildo Canhim                                     | Sem partido/ES                                     | 20 de maio de 1993                                 | 31 de dezembro de 1994                             | [ 3 ]                                              |
| Secretaria de Governo                                                 |                                                    | Henrique Hargreaves                                | Sem partido/MG                                     | 2 de outubro de 1992                               | 19 de outubro de 1992                              | [ 3 ]                                              |
| Secretaria de Planejamento, Orçamento e Coordenação                   |                                                    | Paulo Roberto Haddad                               | Sem partido/MG                                     | 19 de outubro de 1992                              | 28 de janeiro de 1993                              | [ 3 ]                                              |
| Secretaria de Planejamento, Orçamento e Coordenação                   |                                                    | Yeda Crusius                                       | PSDB/RS                                            | 28 de janeiro de 1993                              | 7 de maio de 1993                                  | [ 3 ]                                              |
| Secretaria de Planejamento, Orçamento e Coordenação                   |                                                    | Alexis Stepanenko                                  | Sem partido/SP                                     | 7 de maio de 1993                                  | 8 de março de 1994                                 | [ 3 ]                                              |
| Secretaria de Planejamento, Orçamento e Coordenação                   |                                                    | Beni Veras                                         | PSDB/CE                                            | 8 de março de 1994                                 | 31 de dezembro de 1994                             | [ 3 ]                                              |